# Mutukula (Uganda)
Mutukula ist eine Stadt im Distrikt Kyotera im äußersten Süden Ugandas an der Grenze zu Tansania.

## Lage
Mutukula liegt unmittelbar an der ugandisch-tansanischen Grenze, 223 Kilometer entfernt von der ugandischen Hauptstadt Kampala. Südlich der Grenze in Tansania liegt der tansanische Teil von Mutukula.

## Bevölkerung
Die Bevölkerung des ugandischen Teils von Mutukula besteht neben Ugandern vor allem aus Tansaniern, Ruandern und Kongolesen. 

## Wirtschaft
In Mutukula wird unter anderem mit Bohnen, Mais und Sojabohnen gehandelt, außerdem spiegelt sich die kulturelle Vielfalt der Bevölkerung auch in der Wirtschaft wider; so werden beispielsweise kongolesische Gewänder verkauft und sowohl der Uganda-Schilling als auch der Tansania-Schilling sind als Zahlungsmittel gebräuchlich.

## Kriminalität
Die Kriminalitätsrate in Mutukula ist gering und die verschiedenen Volksgruppen leben recht friedlich nebeneinander. Einzig der Schmuggel ist in Mutukula verbreitet.

## Krieg
Mutukula war als Grenzstadt im Uganda-Tansania-Krieg von Bedeutung. Als tansanische Truppen am 21. Januar 1979 erstmals die Grenze übertraten, wurden die ugandischen Verteidiger schnell aus der Stadt vertrieben, nachdem eine tansanische Panzervorhut vor der Stadt aufgefahren war.

## Grenzübergang
Den Mutukula-Grenzübergang passieren täglich durchschnittlich 418 Fahrzeuge, vor allem um Waren von Tansania nach Uganda zu transportieren.